# Katherine Copeland
Katherine Sarah Copeland, detta Kat (Ashington, 1º dicembre 1990), è una canottiera britannica.
Ha vinto una medaglia d'oro olimpica nel canottaggio alle Olimpiadi 2012 tenutesi a Londra nella categoria 2 di coppia pesi leggeri femminile insieme a Sophie Hosking.
Ai campionati del mondo di canottaggio 2015 ha vinto la medaglia d'argento sempre nel due di coppia pesi leggeri.
A livello europeo ha vinto la medaglia d'oro ai campionati europei 2015 e la medaglia di bronzo ai campionati europei 2014, in entrambi i casi nel due di coppia pesi leggeri.